# Bioshock
Bioshock (stiliserad som BioShock) är ett datorspel i genren förstapersonsskjutare, utvecklat av 2K Boston (senare känt som Irrational Games) och 2K Australia, och utgiven av 2K Games till Microsoft Windows och Xbox 360 i augusti 2007. En Playstation 3-portning av Irrational, 2K Marin, 2K Australia och Digital Extremes släpptes i oktober 2008, och en OS X-portning av Feral Interactive i oktober 2009. En mobilversion utvecklades av IG Fun. Spelets koncept utvecklades av Irrationals kreativa chef Ken Levine, och baserades på objektivismens idéer utfärdade av Ayn Rand samt influenser från andra författare som George Orwell. Spelet anses vara en andlig uppföljare till System Shock-serien som många från Irrational inklusive Levine hade arbetat med tidigare.
Bioshock utspelar sig år 1960. Spelaren tar kontroll över huvudpersonen Jack efter att hans flygplan kraschlandar i havet nära en batysfärterminal som tar honom till undervattensstaden Rapture. Staden byggdes av industrialisten Andrew Ryan och var tänkt att vara en isolerad utopi, men på grund av upptäckten av ADAM, ett genetiskt material som kan användas för att ge övermänskliga krafter, påbörjades stadens turbulenta nedgång. Jack försöker hitta ett sätt att fly från staden, och kämpar genom horder av ADAM-besatta fiender och de dödliga Big Daddies, samtidigt som han träffar på några förnuftiga människor som finns kvar och får senare lära sig om Raptures invånare och historia. Spelaren kan besegra fiender på ett antal olika sätt, såsom att använda vapen och plasmider som ger unika krafter, samt genom att hacka sig in i Raptures egna försvarsverk. Bioshock innehåller rollspelselement, vilket ger spelaren olika metoder att strida mot fiender såsom att smyga, liksom moraliska val som att skona eller döda datorspelsfigurer. Spelet och dess biopunktema lånar dessutom inslag från survival horror-genren.
Bioshock fick ett starkt mottagande av recensenter och fick beröm för sin moralbaserade berättelse, gripande miljöer och unika spelplats. Det anses vara ett av de bästa datorspelen genom tiderna, och fick flera årets spel-utmärkelser från olika medier, bland annat från BAFTA, Game Informer, Spike TV och X-Play. Spelet fick två uppföljare: Bioshock 2 utvecklat av 2K Marin, samt Bioshock Infinite utvecklat av Irrational Games. En remasterutgåva av spelet släpptes till Microsoft Windows, Playstation 4 och Xbox One den 13 september 2016 som en del av Bioshock: Collection, ihop med Bioshock 2 och Infinite. 29 maj 2020 släpptes spelet till Nintendo Switch.

## Synopsis

### Bakgrund
Bioshock utspelar sig år 1960 i undervattensstaden Rapture, där stadens historia berättas genom ljudinspelningar som spelaren kan samla på sig under spelets gång. Staden planerades och byggdes på 1940-talet av objektivist-industrialisten Andrew Ryan som ville skapa en utopi för samhällets elit där de kan frodas utanför statlig kontroll. Vetenskapliga framsteg har expanderats kraftigt, bland annat genom upptäckten av det genetiska materialet "ADAM" som skapats av havssniglar på havets botten. ADAM tillåter dess användare att ändra sin DNA-kod för att få övermänskliga krafter som telekinesi och pyrokinesi.
Trots den uppenbara utopin har klasskillnader växt upp i staden. En före detta gangster och affärsman vid namn Frank Fontaine använde sitt inflytande inom underklassen för att planera en kupp i Rapture. Fontaine skapade en svart marknadsförbindelse med ytan och ihop med Dr. Brigid Tenenbaum skapade han en billig plasmidindustri genom att massproducera ADAM genom havssnigelimplantation från föräldralösa flickors magar, med smeknamnet "Little Sisters" (sv. Lillasystrar). Fontaine använde sin plasmidförstärkta armé till att anfalla Ryan, men rapporterades att ha dödats i strid. Ryan passade på att ta hans förmögenheter, inklusive hans plasmidfabriker. Under de månader som följde reste sig en ny ledare vid namn Atlas till att tala för underklassen, och skapade ytterligare stridigheter. Atlas ledde anfall mot de fabriker där Little Sisters bodde, och Ryan förhindrade detta genom att skapa "Big Daddies" (Stora pappor), plasmidförstärkta människor som blev kirurgiskt inplantade i stora dykardräkter och var psykiskt tvungna att beskydda Little Sisters till varje pris. Ryan skapade också sin egen armé av plasmidförstärkta soldater vid namn "Splicers" (Splitsare) som han kontrollerade med hjälp av feromoner som spreds ut via Raptures luftsystem.
Spänningarna kom till sin yttersta gräns på nyårsafton 1958, då Atlas beordrade ett fullskaligt angrepp mot Ryan. Striden lämnade många döda och de få överlevande barrikaderade sig i Raptures hus. Vad som en gång var en vacker utopi föll till en sönderfallande dystopi. Några av de händelser som beskrivs ovan blir återbesökta och kompletterade i den nedladdningsbara expansionen Bioshock Infinite: Burial at Sea, som äger rum i Rapture under de sista månaderna av 1958 och som leder till Atlas angrepp mot Ryans styrkor.

### Handling
"Jag är Andrew Ryan, och jag är här för att ställa en fråga till dig. Är inte en man berättigad till sitt anletes svett?

'Nej,' säger mannen i Washington, 'det tillhör de fattiga.'

'Nej,' säger mannen i Vatikanen, 'det tillhör Gud.'

'Nej,' säger mannen i Moskva, 'det tillhör alla.'

Jag avvisade dessa svar. Istället valde jag något annat. Jag valde det omöjliga. Jag valde… Rapture.

En stad där konstnären inte skulle frukta för censur,

där vetenskapsmannen inte skulle styras av småsint moral,

där de stora inte skulle begränsas av de små.

Och med ditt anletes svett kan Rapture också bli din stad."

―Andrew Ryan i ett videoklipp uppspelad under batysfärresan till Rapture.
År 1960 är Jack på en resa över Atlanten. Hans flyg störtar mot havet under mystiska omständigheter och Jack är den ende som överlever kraschen. Jack simmar till en närliggande fyr, där han går ombord i en batysfär som tar honom till Rapture.
Jack blir kontaktad via kortvågsradio av en man som kallar sig för Atlas; han vägleder Jack till säkerhet från Splicers och andra faror i den ödelagda staden. Atlas ber Jack att hjälpa med att stoppa Ryan, och vägleder honom till en dockad batysfär där han hävdar att Ryan har fångat hans familj. På vägen dit möter Jack en vandrande Little Sister och dess döda Big Daddy; Atlas uppmanar Jack att döda flickan för att skörda dess ADAM. Dr. Tenenbaum tjuvlyssnar på detta och stoppar Jack innan han skadar flickan. Hon uppmanar honom att skona flickan och andra Little Sisters som han möter, och ger honom en plasmid som kan tvinga bort havssniglar ur flickornas kroppar. Efter att Jack anlänt till batysfären innehållande Atlas fru och barn blir den sprängd i luften av Ryans hantlangare. Atlas blir vansinnig och leder Jack till Ryans herrgård genom Ryans armé av Splicers och Big Daddies. Ibland blir Jack tvungen att färdas genom områden som kontrolleras av Ryans allierade som nu blivit galna, såsom Sander Cohen, en före detta musiker som nu njuter av att beskåda andras dödsfall och elände.
Till sist anländer Jack till Ryans personliga kontor, där Ryan tålmodigt väntar på Jack medan han nonchalant spelar golf. Ryan förklarar att han vet allt om Atlas plan och förklarar att Jack är hans oäkta barn. Jack togs från sin mor av Fontaine och förde honom till ytan långt bort från Ryan och modifierade honom genetiskt till att växa till vuxen på bara några år. Fontaine hade planerat att använda Jack som ett trumfkort i sitt krig mot Ryan och förde honom tillbaka till Rapture när tiden var inne; Jacks genetik skulle tillåta honom att få tillgång till Ryans system såsom batysfären som Ryan hade låst ut för länge sedan. Utan någon plats att fly till är Ryan villig att acceptera sin död genom sin egen fria vilja, och citerade en av sina egna principer: "En man väljer. En slav lyder." Han ber Jack att "Would you kindly" (sv. "skulle du vara vänlig och") döda honom med hans golfklubba och Jack blir tvungen att göra det. När Ryan dör blir Jack medveten om att frasen "Would you kindly" har uttalats i många av Atlas kommandon som en hypnotisk igångsättare som får Jack att lyda den som säger det blint; en tillbakablick visar att Jack själv var ansvarig för att ha kraschat sitt plan nära fyren efter att ha läst ett brev som innehöll igångsättarfrasen. Atlas avslöjar sig som Fontaine, som har använt Atlas alias för att gömma sig samtidigt som han gav en ledarfigur för stadens underklass att ansluta sig till. Fontaine tar kontroll över Ryans system, och lämnar Jack att dö när han skickar fientliga säkerhetsdrönare in till Ryans låsta kontor.
Jack räddas av Dr. Tenenbaum och Little Sisters. Dr. Tenenbaum hjälper Jack att avlägsna Fontaines betingade kommandon, inklusive ett som skulle ha stoppat hans hjärta. Med hjälp av Little Sisters anländer Jack till Fontaines lya för att möta honom. Fontaine hotas av Jack och injicerar sig med en stor mängd ADAM och omvandlas till ett omänskligt monster. Jack får hjälp av Little Sisters med att tömma all ADAM ur Fontaines kropp och dödar honom.
Spelet innehåller tre slut, skildrade av Dr. Tenenbaum, som var och en beror på hur spelaren har interagerat med spelets Little Sisters.
- Om spelaren har räddat samtliga Little Sisters (eller åtminstone inte skördat någon av dem) kommer fem av dem att återvända till ytan med Jack och leva ett fullvärdigt liv under hans vård. De står vid Jacks sida på hans dödsbädd.[13]
- Om spelaren skördat åtminstone en Little Sister kommer Jack att förråda Little Sisters och skörda deras ADAM, vilket Tenenbaum fördömer.[15] En ubåt anländer sedan över planets vrak och blir plötsligt omringad av batysfärer som innehåller Splicers. Dessa anfaller besättningen och tar kontroll över ubåten. Ubåten avslöjas bära kärnvapenmissiler, och Tenenbaum hävdar att Jack nu har "stulit världens fruktansvärda hemligheter".[16][en 3]
- Om spelaren skördat varje Little Sister i spelet kommer slutet att ske på samma sätt som det är när man skördat åtminstone en Little Sister, men Tenenbaums berättande kommer att bli mycket strängare och rasande.[17]

## Spelupplägg
Bioshock är en förstapersonsskjutare med rollspelsliknande anpassningsmöjligheter och smygelement, och som påminner mycket om System Shock 2. Spelaren antar rollen som Jack när denne vägleds genom Rapture mot olika mål. Spelaren samlar olika vapen och plasmider samtidigt som denne tar sig igenom fiendestyrkor. Spelaren kan när som helst växla mellan ett aktivt vapen och en aktiv plasmid, så att denne kan hitta kombinationsattacker som kan vara effektiva mot vissa fiender, såsom att först använda en elektrisk plasmid mot en splicer för att sedan slå ner den med en skiftnyckel. Vapen begränsas av ammunition som spelaren samlar; många vapen har sekundära ammunitionstyper som kan användas för ytterligare fördelar, såsom kulor som åsamkar eldsvådor. När spelaren använder plasmider förbrukas ett serum kallat EVE som kan återställas med hjälp av EVE-sprutor som samlas ihop av spelaren. Spelaren har en hälsomätare som minskar när denne tar skada. Spelaren kan återställa sin hälsa med hälsopaket, eller använda hälsostationer och olika konsumtionsföremål (såsom mat, cigaretter och alkohol) utspridda i Rapture. Om spelarens hälsa sjunker till noll kommer denne att återupplivas vid en elektronisk kammare vid namn Vita-Chamber som de senast passerade, med en begränsad mängd hälsa och EVE. En patch för spelet tillåter spelare att inaktivera spelets Vita-Chambers, vilket kräver spelare att starta om ett sparat spel om spelarfiguren dör.
Spelet erbjuder flera alternativ för spelare att möta utmaningar. Utöver direkta strid kan spelaren använda plasmider för att locka fiender till fällor eller att vända fiender mot varandra, eller använda smygtaktik för att undvika att bli upptäckt av fiender, inklusive säkerhetssystem och kanontorn. Spelaren kan hacka sig in i något av Raptures automatiserade system; hackningsprocessen sker via ett minispel som liknar Pipe Mania där spelaren måste inom en begränsad tid ansluta två punkter på motsatta sidor av ett rutnät med en begränsad uppsättning rörledningar, och ifall spelaren misslyckas att slutföra i tid kommer denne att förlora hälsa och potentiellt starta ett alarm. I början av spelet får spelaren en forskningskamera; genom att ta fotografier av fiender kommer spelaren successivt få kunskap om de enskilda fienderna och kommer därmed få skadebonusar och andra förmåner när spelaren står inför en viss fiende i framtiden.
Spelaren samlar pengar genom att utforska Rapture och från besegrade fienders kroppar; dessa pengar kan användas på varuautomater för att fylla på med ammunition, hälsa, EVE och andra föremål. Liksom övervakningskameror kan varuautomater också hackas för att minska kostnaderna för dess föremål. Spelaren får också belöningar i form av ADAM när man slutför vissa uppdrag, liksom med att antingen skona eller döda Little Sisters efter att ha besegrat dess Big Daddy-beskyddare. ADAM används för att köpa nya plasmider från Gatherer’s Garden-maskiner utspridda i Rapture. Förutom plasmider kommer spelaren också samla in och köpa drycker kallade Gene Tonics (Gentonika) som ger passiva bonusförmågor, såsom att öka Jacks styrka, utnyttja EVE mer effektivt eller få Jack att tåla mer skador. Spelaren kan bara ha ett begränsat antal plasmider och Gene Tonics aktiva, och kan växla mellan de olika plasmiderna och Gene Tonics vid vissa stationer utspridda i Rapture.

## Utveckling

### Design

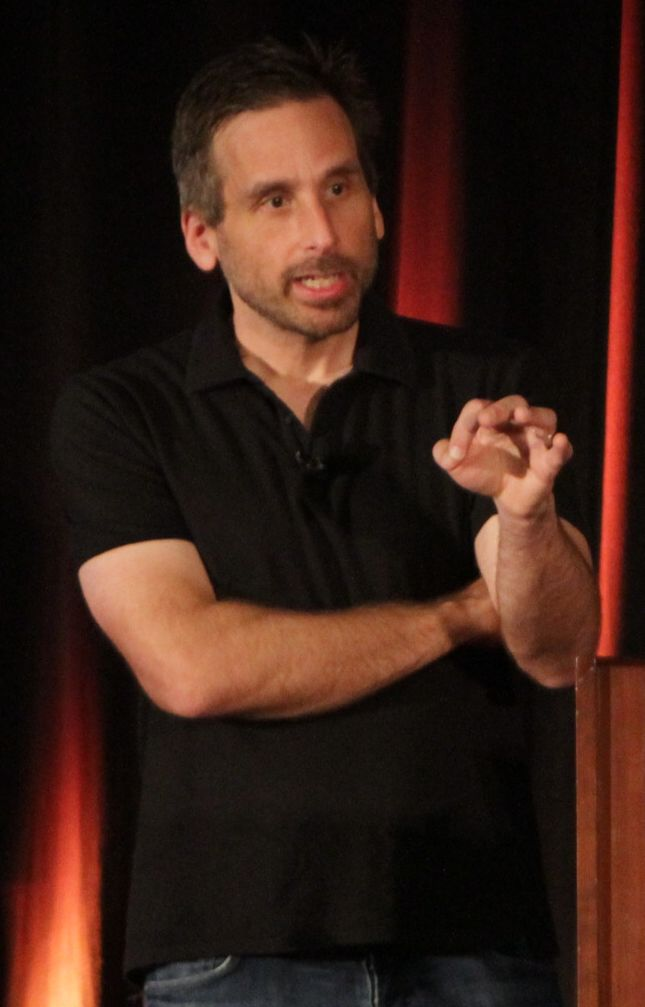
Ken Levine, spelets kreative chef, på Game Developers Conference 2014.

Kreative chef Ken Levine skapade Irrational Games 1997 av tidigare medlemmar från Looking Glass Studios. Deras första spel var System Shock 2, en uppföljare till System Shock utvecklat av Looking Glass, och möttes av starka recensioner, även om det inte visade sig vara en kommersiell framgång. Levine hade försökt att presentera en uppföljare till System Shock 2 till Electronic Arts, men utgivaren avvisade idén baserat på den dåliga försäljningen av det tidigare spelet. Irrational skulle fortsätta att utveckla andra spel, såsom Freedom Force, Tribes: Vengeance, den nedlagda speltiteln Deep Cover och den färdiggjorda titeln The Lost som aldrig släpptes på grund av juridiska problem. På denna tidpunkt ville Levine återvända till att skapa ett spel i samma stil som System Shock 2, ett frigående spel med en stark berättelse.
År 2002 hade arbetslaget kommit upp med en idé till en kärnspelmekanik som bygger på tre grupper av styrkor; drönare som skulle bära en önskvärd resurs, beskyddare som skulle vakta drönarna, och skördare som skulle försöka att ta resursen från drönarna. Dessa skulle så småningom i slutversionen av spelet bli Little Sisters, Big Daddies och Splicers, men vid tidpunkten för konceptualiseringen fanns inget uttänkt tema. De började arbeta på att skapa en spelplats för spelet för att kunna presentera idén inför datorspelsutgivare. En demoversion från 2002 baserades på Unreal Engine 2 till det första Xbox. Denna demonstration utspelades främst ombord på en rymdstation som tagits över av genetiskt muterade monster. Huvudpersonen var Carlos Cuello, en "sektdeprogrammerare"– en person som blivit anklagad för att ha räddat någon från en sekt, och som blir mentalt och psykiskt återanpassad till ett normalt liv. Ken Levine citerade ett exempel på vad en kultdeprogrammerare gör: "[det finns] personer som anlitat personer till att [som exempel] deprogrammera sin dotter som hade varit i en lesbisk relation. De kidnappar henne och omprogrammerar henne, och det var en riktigt mörk person, och det var [ungefär] den figur du var." Denna berättelse skulle ha varit mer politisk, med att figuren anlitats av en senator. Arbetslaget kom gemensamt överens om att detta spel inte var vad de hade föresatt sig att göra, och hade svårt att hitta en utgivare. De övervägde att avsluta utvecklingen, men då nyheter om deras arbete att skapa en andlig uppföljare till System Shock 2 började dyka upp i speltidningar och webbplatser, valde arbetslaget att fortsätta utvecklingen och utförde en fullständig förändring av spelet.
År 2004 erbjöd sig 2K Games, ett dotterbolag till Take Two, att publicera spelet främst baserad på drönare/beskyddare/skördare-konceptet, och gav Irrational full frihet att utveckla berättelsen och miljöerna. Vid denna tidpunkt hade berättelsen och miljöerna förändrats väsentligt, då det utspelade sig i ett övergivet nazistiskt laboratorium från andra världskriget som grävts upp av forskare från 2000-talet. Under årtionden hade de genetiska experimenten inom laboratoriet stegvis bildat sig i ett ekosystem centrerad kring de tre grupperna. I denna version av spelet ingick många av de spelelement som skulle finnas kvar i slutversionen av Bioshock, som var och en influerats av koncept från System Shock 2. Dessa element inkluderade användning av plasmider och EVE, behovet av att använda smygande eller andra alternativ för att ta itu med automatiserade säkerhetssystem, vägledning genom miljön från en icke spelbar figur som förmedlas över en radio, och berättelseelement som skildras via ljudinspelningar och avlidna spelfigurers "spöken".
Medan spelupplägget från 2004 års version liknade det som resulterade i slutversionen av Bioshock hade både designen och berättelsen genomgått förändringar, som överensstämde med det som Levine fastslog var dåvarande Irrational Games vägledande princip om att prioritera speldesignen först. Dessa områden utfärdades också på grund av några interna stridigheter och bristande kommunikation mellan de olika grupperna inom Irrational, som på grund av projektets omfattning resulterade i behovet av att expandera arbetslaget från sex till sextio medlemmar. Miljön ansågs intetsägande, och det fanns svårigheter för arbetslagets grafiker att komma med en konsekvent vision för att uppfylla leveldesignerns mål. En kritisk knutpunkt var ett kort experiment som utfördes av leveldesignern Jean Paul LeBreton och grafikern Hoagy de la Plante, som satte sig åt sidan för att tillsammans utveckla en nivå som senare skulle bli en del av "Tea Garden"-området i slutversionen, som Levine senare skulle använda som ett utmärkt exempel på en "bra Bioshock-yta", och betonade behovet av att avdelningarna måste arbeta tillsammans. Levine upptäckte också att cyberpunktemat hade överbetonats med tanke på deras ursprungliga avvisning från Electronic Arts för System Shock 3, vilket ledde till undervattensmiljöerna i Rapture.

### Berättelse och teman
Bioshocks tematiska kärna skapades när Levine gick vid Rockefeller Center i närheten av GE Building i New York. Han ansåg att byggnadens art deco-formgivning ihop med bildspråket runt byggnaden såsom Atlasstatyn nära den var unik, och insåg att dessa var utrymmen som inte hade upplevts i förstapersonsskjutargenren. Historien om Rockefeller Center matades också in i berättelsekonceptet. Levine noterade hur Center började byggas före den stora depressionen på 1920-talet. När byggnadsprojektets största finansiärer drog sig ur betalade John D. Rockefeller för det återstående byggnadsarbetet för att slutföra projektet själv, som enligt uppgift från Edge var "en stor man som mot alla odds bygger en arkitektonisk triumf." Historien om Rapture och spelfiguren Andrew Ryan är löst baserade på Rockefellers berättelse.
Vid denna tidpunkt under utvecklingen hade Raptures bakgrund preciserats, men de hade ännu inte kommit på hur man skulle representera drönarna, beskyddarna och skördarna från deras ursprungliga spelidé. Big Daddy-konceptet som beskyddarklassen utvecklades tidigt i processen, men arbetslaget hade ännu inte nått en tillfredsställande design för drönarna, och de använde sig av flera möjliga designer, som till exempel insekter och hundar i rullstolar. Arbetslaget ville att spelaren skulle ta hand om drönarna på något sätt och skapa medlidande för dessa figurer. Idén om att använda små flickor kom ut via brainstorming, men var från början kontroversiell och chockerande av arbetslaget, och erkände att de lätt kunde dödas och göra spelet mer fasansfullt som i stil med spelet Night Trap. Men medan Levine arbetade på berättelsen började han ta in objektivismfilosofen Ayn Rand, som främst beskrivs i romanen Och världen skälvde, i spelets handling, ihop med sina tidigare iakttagelser på Rockefeller och hans skrifter. Från Levines Liberal Arts-utbildning var han redan bekant med Rands och George Orwells verk och ansåg att deras idéer var "fascinerande". Han förde fram de idéer som Rand lagt fram om att människan bör drivas av egoism och inte av altruism. Detta gav arbetslaget förtroendet att tillämpa samma idé när det gällde att ta itu med de små flickorna som drönare (nu kallat Little Sisters), om spelaren ska försöka rädda flickorna eller skörda ADAM för sin egen vinning. 2K Games uttryckte sin oro om den initiala mekaniken kring Little Sisters där spelaren aktivt skulle jaga dem, vilket skulle varna en Big Daddy och ställas upp i en strid med spelaren. Detta tillvägagångssätt satte inte bra med Levine, och 2K Games hävdade att de inte skulle leverera ett spel "där spelaren blir straffad för att göra det rätta". De ändrade detta tillvägagångssätt där Little Sisters skulle vara osårbara tills spelaren hade besegrat deras Big Daddy, men LeBreton ansåg att detta var "en stor smet" i spelets fantasi. Idén med att skapa Little Sisters och presentera spelaren med detta val blev en viktig del av spelets attraktion till den större spelmarknaden, men som fortfarande skulle mötas av kritik från vissa återförsäljare.
Andra element kom in i berättelsedesignen. Levine hade ett intresse av "stamcellsforskning och de moraliska problemen som går omkring [det]". Angående konstnärliga influenser citerade Levine romanerna 1984 och Flykten från framtiden, som representerar samhällen som har "riktigt intressanta idéer som misslyckats på grund av det faktum att vi är människor". Idén om sinneskontroll som används på Jack erbjöds av LeBreton, inspirerad av filmer som Hjärntvättad, som ett sätt att ge en bättre anledning till att begränsa spelarens handlingar till skillnad från den traditionella användningen av låsta dörrar för att förebygga utforskning av områden som spelaren inte borde besöka. Arbetslaget hade kommit överens om att Jacks agerande skulle styras av en nyckelfras, men kämpade med att komma upp med en fras som inte skulle avslöja Atlas sanna natur. Levine stötte på frasen "Would you Kindly" (skulle du vara vänlig och) efter att ha arbetat på marknadsföringsmaterial för spelet som frågade läsaren hypotetiska frågor som "Skulle du döda människor, även oskyldiga människor, för att överleva?", och arbetade senare med frasen i spelets första manus. Levine noterade också att "det var aldrig min avsikt att göra två slut för spelet. Det kom ungefär mycket sent och det var något som begärdes av någon över min näringskedja." Ett annat sent tillägg, som ett svar på den svaga återkopplingen från speltestningen, var den inledande flygplanskraschen i vattnet. Levine baserade detta på premissen av TV-serien Lost eftersom det bidrog till att ge tillräckligt med information till spelaren om Jack innan de fördjupas i spelet, vilket hjälper dem att koppla sig till spelarfiguren.
Talrika spänningar inom arbetslaget och från utgivaren 2K Games fortsatte under utvecklingsprocessen. Enligt LeBreton var Levine misstänksam mot några av de mer egoistiska nyanställda och argumenterade oftast med dem för att genomdriva sin vision av Bioshock. 2K Games var bekymrade med speltitelns växande budget, och berättade för Levine att de måste marknadsföra spelet mer som en förstapersonsskjutare snarare än den förstapersonsskjutare/datorrollspels-hybrid som de strävade efter. Innan det planerade utgivningsdatumet beordrade Levine att arbetslaget skulle slutföra utvecklingen av spelet dygnet runt, vilket skapade ytterligare stridigheter inom arbetslaget. Paul Hellquist, spelets chefsdesigner, utelämnade ofta viktiga designmöten, som han senare skildrade berodde på hans motsatta natur till Levine, och ifrågasatte flera av hans val; han använde sin frustration för att sätta in designinsatserna för spelnivån Medical Pavilion som han var ansvarig för på den tiden. Nära den förväntade tidpunkten för spelets färdigställande beslutade 2K att ge Irrational ytterligare tre månader på sig till att finputsa spelet, vilket förlängde den nuvarande kritiska punkten som studion redan stod under. En kritisk speltestning av spelet inträffade i januari 2007, där den inledande återkopplingen från spelarna var mestadels negativa, såsom problem kring att miljöerna var för mörka, om att man inte hade någon aning om vart man skulle gå, och misstroendet över Atlas; vid den tiden framfördes figuren i ett sydstatligt släpande tal som beskrevs som en "liderlig Colonel Sanders". Arbetslaget tog stor hänsyn till kritiken och förändrade flera element under dessa extra månader såsom att förbättra ljussättningen, implementera en uppdragsmarkör och använda en irländsk röst till Atlas för att få honom att låta mer trovärdig.
Spelet släpptes till slut i augusti 2007 med en slutgiltig budget på cirka 25 miljoner dollar. Trots spelets framgångsrika mottagning skulle flera inom arbetslaget lämna Irrational för att arbeta på andra projekt, på grund av stridigheterna som inträffade under den sena utvecklingsfasen.

### Spelmotor
Bioshock använder en kraftigt modifierad Unreal Engine 2.5 med några av de avancerade teknologierna från Unreal Engine 3. Irrational hade tidigare erfarenhet med att modifiera och expandera Unreal Engine till SWAT 4, och fortsatte utvecklingen av motorn till Bioshock. En stor förbättring som de implementerade var förbättrade vatteneffekter, med tanke på spelets omgivning, och anställde en programmerare och grafiker som endast skulle fokusera på vatteneffekterna. Bioshock använder också fysikmotorn Havok som möjliggör en förbättring av spelets fysik, integrering av ragdollfysik och gör det möjligt för mer verklighetstrogna rörelser av delar av miljön. Windowsversionen byggdes för att arbeta i både Direct3D 10 (DirectX 10) och DirectX 9, varav DirectX 10-versionen skulle stödja ytterligare vatten- och partikeleffekter.

### Portningar
I en intervju i augusti 2007 fick Ken Levine frågan om en Playstation 3-version av Bioshock var under utveckling, vilket Levine besvarade med att "ingen PS3-utveckling pågår" vid den tiden. Men den 28 maj 2008 bekräftade 2K Games att en Playstation 3-version av spelet var under utveckling av 2K Marin. Den 3 juli 2008 meddelade 2K Games ett partnerskap med Digital Extremes och sade att Playstation 3-versionen utvecklades av 2K Marin, 2K Boston, 2K Australia och Digital Extremes. Jordan Thomas var regissören för Playstation 3-versionen. Även om det inte finns några grafiska förbättringar av spelet över den ursprungliga Xbox 360-versionen erbjuder Playstation 3-versionen ett widescreenalternativ kallat "horizontall plus", som infördes genom en patch i Xbox-versionen, medan filmsekvenserna är av en mycket högre upplösning än i DVD-versionen. Ytterligare tilläggsmaterial skulle också släppas exklusivt till Playstation 3-versionen. Ett tillägg är "Survivor Mode", där fienderna gjorts tuffare och Vita-Chambers ger endast en hälsouppgradering när dessa används, vilket gör att spelaren måste strida mot fiender kreativt och förlita sig mer på spelets mindre använda plasmider. Bioshock stöder också Playstation Trophies och Playstation Home. En uppdatering till Playstation 3-versionen släpptes den 13 november 2008 för att åtgärda vissa grafiska problem och tillfällen där spelarna upplevde en krasch och tvingades att starta om konsolen. Denna uppdatering implementerade också funktionerna "Challenge Room" och "New Game Plus".
En portning till OS X gjordes av Feral Interactive och släpptes i oktober 2009.
I början av 2008 säkrade IG Fun rättigheterna till att utveckla och publicera en mobilversion av Bioshock. Denna version utvecklades som ett tvådimensionellt plattformsspel som försökte återskapa det mesta av handlingen och spelelementen i det ursprungliga spelet; IG Fun arbetade med Irrational för att bestämma vilka av de viktigaste berättelseelementen som de ville behålla i spelet. IG Fun erkände att de inte skulle kunna inkludera hela handlingen inom ett enda mobilspel, och planerade att dela upp spelet i tre "episoder". Endast den första episoden släpptes.
En portning till IOS-enheter som gjordes av 2K China släpptes den 27 augusti 2014. IOS-versionen innehåller samtliga innehåll och är funktionellt likvärdig som med den ursprungliga Xbox 360- och Windowsversionen. Den har stöd för två kontrollsystem: en virtuell pekskärmskontroll eller med en Bluetoothkontroll, och har en grafikmotor optimerad för IOS-enheter. Spelet togs senare bort från App Store i september 2015, då spelet hade blivit ospelbart för många som uppgraderat till IOS 8.4 på sina enheter, och medan en patch hade diskuterats konstaterade en representant från 2K att beslutet att ta bort spelet kom från utvecklaren. 2K klargjorde senare att de kommer att arbeta på att lösa problemen med spelets kompatibilitet med IOS nya firmware och spelets återutgivning kommer att ske när det har slutförts.

## Lansering och mottagande
| Mottagande            | Mottagande                                                                                 |
| Samlingsbetyg         | Samlingsbetyg                                                                              |
| Tjänst                | Betyg                                                                                      |
| --------------------- | ------------------------------------------------------------------------------------------ |
| Gamerankings          | 95.07% (101 recensioner) (X360) 94.58% (42 recensioner) (PC) 93.66% (44 recensioner) (PS3) |
| Metacritic            | 96/100 (88 recensioner) (X360) 96/100 (44 recensioner) (PC) 94/100 (51 recensioner) (PS3)  |
| Moby Games            | 95/100 (87 recensioner) (X360) 94/100 (82 recensioner) (PC) 94/100 (43 recensioner) (PS3)  |
| Recensionsbetyg       |                                                                                            |
| Publikation           | Betyg                                                                                      |
| 1UP.com               | A+                                                                                         |
| Destructoid           | [ 63 ]                                                                                     |
| Eurogamer             | [ 64 ]                                                                                     |
| Game Informer         | [ 65 ]                                                                                     |
| Gamespot              | [ 66 ]                                                                                     |
| Gamespy               | [ 67 ]                                                                                     |
| Gamesradar            | [ 68 ]                                                                                     |
| Gametrailers          | [ 69 ]                                                                                     |
| Gamereactor           | [ 70 ] [ 71 ]                                                                              |
| IGN                   | [ 12 ]                                                                                     |
| PC Gamer UK           | 95%                                                                                        |
| Videogamer.com        | (PS3)                                                                                      |
| Boston Globe          | Positiv                                                                                    |
| Chicago Sun-Times     | Positiv                                                                                    |
| FZ                    | [ 77 ]                                                                                     |
| Loading.se            | [ 78 ]                                                                                     |
| The Los Angeles Times | Positiv                                                                                    |
| The New York Times    | Positiv                                                                                    |
| Svenska dagbladet     | 6/6                                                                                        |
| Wired                 | Positiv                                                                                    |

En första demoversion av spelet gjordes tillgängligt i augusti 2007 till Xbox 360 och Microsoft Windows. Demoversionen till Playstation 3 släpptes via Playstation Store den 2 oktober 2008. Denna demo inkluderade filmsekvenser för att introducera spelaren till Rapture, spelets handledningssektion och dess första nivåer; demoversionen inkluderade även vapen, plasmider och tonika som annars skulle införas senare i slutversionen, för att ge spelaren mer av de funktioner som skulle finnas tillgängliga i det publicerade spelet. Demoversionen till Xbox var det snabbaste demot på den tiden som fick en miljon nedladdningar på Xbox Live. Hela spelet släpptes till Xbox 360 och Microsoft Windows den 24 augusti 2007, medan Playstation 3-versionen släpptes den 17 oktober 2008.
Bioshock fick ett starkt mottagande av recensenter, där flera recensenter har berömt spelets omfattande kvaliteter och dess politiska dimension. I recensionssammanställningssidorna Gamerankings och Metacritic har Xbox 360-versionen av spelet genomsnittsbetygen 95,07% respektive 96 av 100, betygen 94,58% respektive 96 av 100 för Microsoft Windowsversionen, och betygen 93,66% respektive 94 av 100 för Playstation 3-versionen. I Mobygames har spelet betygen 95 av 100 för Xbox 360-versionen och 94 av 100 för Playstation 3- och Microsoft Windowsversionerna.
Boston Globe beskrev det som "ett vackert, brutalt och skrämmande datorspel... ett av årets bästa". Wired nämnde också kopplingen till Ayn Rand (ett partiellt anagram av Andrew Ryan) i en rapport på spelet som innehöll en kort intervju med Levine. Chicago Sun-Times recensent skrev att "Jag har aldrig någonsin trott att någon skulle kunna skapa ett engagerande och underhållande datorspel kring Ayn Rands fiktion och filosofi, men det är precis vad 2K Games har gjort... det sällsynta och vuxna datorspelet som lyckas få dig att tänka medan du spelar". I The Los Angeles Times recension skrevs slutsatsen: "Visst, det är kul att spela, ser spektakulärt ut och är lätt att kontrollera, men det gör också något som inget annat spel hittills har gjort: Det får dig verkligen att känna". The New York Times recensent beskrev spelet som "intelligent, vackert, ibland skrämmande" och "förankrad med sin provokativa, moralbaserade berättelse, överdådiga konstriktning och superba röstskådespeleri kan Bioshock också hålla huvudet högt bland de bästa spelen som någonsin gjorts."
Gamespy berömde Bioshocks "ofrånkomliga atmosfär". Spelet och stridssystemet har berömts för att vara smidig och varierad, och delar av grafiken, såsom vattnet, har berömts för dess kvalitet. Gamespot skrev: "Oavsett om det är stillastående vatten på golvet eller havsvatten som rusar in efter en explosion, kommer det att överraska dig varje gång du ser det." Gamereactor beskriver spelets design och detaljrikedom som "oöverträffad", och spelets ljud och musik som "extremt genomtänkt" och som "klingar välstämt". Eurogamer noterade att kombinationen av spelets element "grenslar så många underhållningskonstformer så skickligt att det är hittills den bästa demonstrationen på hur flexibelt detta medium kan vara. Det är inte längre bara ännu ett skjutspel insvept i en vacker spelmotor, utan en berättelse som finns och utvecklas i den mest övertygande och genomarbetade och konstnärliga spelvärlden som någonsin skapats." IGN:s recensent sammanfattade sin recension med att skriva: "Bioshock står som ett monolitiskt exempel på konvergensen av ett underhållande spelupplägg och en oemotståndligt olycksbådande och fängslande berättelse som omfattar en mängd mångfasetterade figurer. Detta är en viktig spelupplevelse."
Men vissa recensenter belyste några negativa delar av Bioshock. Återhämtningssystemet med "Vita-Chambers", som återupplivar en besegrad spelare på halveringstid men som inte ändrar på fiendernas hälsa, gör det möjligt att nöta ner fiender genom ren uthållighet, och kritiserades som en av de största bristerna i spelupplägget. IGN noterade att både kontrollschemat och grafiken i Xbox 360-versionen var sämre än i PC-versionen, då växlandet mellan vapen eller plasmider var lättare att använda med en datormus än med 360:s radiella meny, liksom grafiken var något bättre med högre upplösningar. Spelet har varit tippad som en förstapersonsskjutarhybrid, men två recensenter hittade framsteg från jämförbara spel som spelet saknar, både i huvudpersonen och de utmaningar som han står inför. Vissa recensenter ansåg också att konfrontationerna med Splicers saknar mångfald (samt att deras A.I. var mycket bristfällig), och att det moraliska valet var för mycket "svart och vitt" för att bli riktigt intressant. Vissa recensenter och essäister såsom Jonathan Blow ansåg också att det "moraliska val" som spelet erbjuder till spelaren (rädda eller skörda Little Sisters) var bristfällig, eftersom det inte hade någon riktig påverkan på spelet, vilket i slutändan leder spelaren att tro att flickorna bara var någon mekanik utan betydelse. Likaledes har spelet inspirerat begreppet "ludonarrativ dissonans" av den före detta Lucasartsanställde Clint Hocking, en term som används för att beskriva inkonsekvenser mellan ett spels berättelse och mekanik, med hänvisning till hur Bioshocks berättelse förespråkar osjälviskhet medan spelet uppmuntrar själviskhet.
Bioshock har fått beröm för sin konstnärliga stil och övertygande berättande. I Glen Creebers och Royston Martins bok, Digital Culture: Understanding New Media, utförde de en fallstudie av Bioshock som en kritisk analys av datorspel som ett konstnärligt medium. De hyllade spelet för dess grafik, ljud och förmåga att engagera spelaren i berättelsen. De betraktade Bioshock som ett tecken på ett "myndighetsförklarande" av datorspel som ett konstnärligt medium. I februari 2011 tillkännagav Smithsonian Institution att det skulle hålla en utställning tillägnad till datorspelskonst. Flera spel valdes ut och allmänheten kunde rösta på vilka spel som de tyckte förtjänade att visas upp i utställningen via en enkät på utställningens webbplats. Bioshock ansågs vara en företrädare i röstningen på grund av dess status som ett spel som demonstrerade hur konstnärligt mediet kan vara.

### Försäljning
Xbox 360-versionen var det tredje bästsäljande spelet i augusti 2007 med 490 900 sålda exemplar. The Wall Street Journal rapporterade att Take-Twos aktier "stigit med nästan 20%" i veckan till följt av spelets starkt positiva recensioner. Take-Two tillkännagav att från den 5 juni 2008 hade Bioshock skeppat över 2,2 miljoner exemplar. I en intervju från 10 juni 2008 förklarade Roy Taylor, Nvidias viceordförande för Content Business Development, att PC-versionen hade sålt över en miljon exemplar. Sen mars 2010 hade Bioshock sålts i 4 miljoner exemplar.

### Utmärkelser
På E3 2006 fick Bioshock flera "Föreställningens spel"-utmärkelser från olika spelwebbplatser, inklusive Gamespot, IGN, och Gamespy. Bioshock fick utmärkelsen  "Bästa Xbox 360-spel" på Leipzig Games Convention 2007. Efter spelets utgivning valde Spike TV Video Game Awards 2007 ut Bioshock som "Årets spel", "Bästa Xbox 360-spel" och "Bästa musik", och nominerades till fyra utmärkelser: "Bästa skjutspel", "Bästa grafik", "Bästa PC-spel" och "Bästa Soundtrack". Spelet vann även utmärkelsen "Bästa spel" av BAFTA 2007, och X-Play gav spelet utmärkelserna "Årets spel", "Bästa originalsoundtrack", "Bästa manus/berättelse" och "Bästa scenografi".
På IGN:s "Best of 2007" nominerades Bioshock till "Årets spel 2007", och vann utmärkelsen "Årets PC-spel. Bioshock vann utmärkelserna "Bästa visuella konst", "Bästa manus" och "Bästa ljud" på Game Developers Choice Awards 2008. Bioshock rankas på förstaplats på Game Informers lista över "Topp 10 datorspelsinledningar". Gamesradar placerade Bioshock på 12:e plats i deras lista över de bästa spelen genom tiderna. År 2011 placerades Bioshock på förstaplats i Gametrailers "Topp 100 datorspelstrailers genom tiderna", med motiveringen att det nedsänker betraktaren i Bioshock-universumet och för dess bestående inverkan. I augusti 2012 gav IGN spelet topplaceringen på deras lista över "Topp 25 moderna PC-spel", en rangordning av de bästa PC-spelen som släpptes sedan 2006. I november 2012 kallade Time Bioshock som ett av de 100 bästa datorspelen genom tiderna. I juli 2015 placerades spelet på nionde plats på USgamers lista över "De 15 bästa spelen sedan 2000".

### Tekniska problem och DRM
Den första patchen till Xbox 360-versionen släpptes ungefär två veckor efter utgivningen för att fixa några av spelets stabilitetsproblem som spelare hade rapporterat. Patchen visade sig införa fler problem till spelet för vissa användare, såsom enstaka frysningar, dålig bilduppdatering och ljudrelaterade problem, även om Irrational Games meddelade metoder för att lösa dessa problem via konsolens cachesystem. I december 2007 släpptes en gemensam patch till både Xbox- och Windows-versionen. Patchen inkluderar ytterligare innehåll såsom nya plasmider, nya achievements till Xbox 360-versionen och ytterligare grafikinställningar. Patchen lade också till ett alternativ för att inaktivera användningen av Vita-Chambers, en funktion som begärdes av spelare för att göra spelet mer utmanande, samt en achievement med att slutföra spelet på den svåraste svårighetsgraden utan att använda en Vita-Chamber.
Den första Windowsversionen kritiserades av spelare för flera upplevda brister. Spelet levererades med kopieringsskyddet SecuROM som krävs att aktiveras från 2K Games servrar via Internet; avsaknaden av dessa servrar rapporterades som orsaken till annulleringen av spelets midnattsutgivning i Australien. Spelare upptäckte att SecuROM begränsade antalet gånger spelet kunde aktiveras till två. Användaråterkoppling ledde till att 2K Games fick öka antalet aktiveringar till fem, och erbjöd senare ett verktyg som tillät användare att återkalla tidigare aktiveringar på egen hand. 2K Games tog till sist bort aktiveringsgränsen, trots att butiksversionerna av spelet fortfarande krävde aktiveringsprocessen. Levine erkände att deras tidigare uppfattning av aktiveringsprocessen var felaktig och som skadade deras rykte under lanseringsperioden.
SecuROM-mjukvaran orsakade också att få vissa antivirusprogram och sabotageprogramdetektorer tro att programmet var skadligt. 2K Games försäkrade att installationen av programvaran inte installerade någon skadlig kod eller rootkit. Men spelarna observerade att en del av SecuROM-mjukvaran inte togs bort helt under avinstallation av spelet.
Några av Bioshocks grafiska egenskaper kritiserades också av spelare. Den första utgåvan av spelet sågs använda ett synfält (FOV) i widescreen som presenterade en mindre vy jämfört med spelet när det körs med ett bildformat på 4:3, som motstrider med tidigare rapporter från en utvecklare om hur widescreen skulle ha hanterats. Även om valet av FOV var ett designbeslut under spelets utveckling inkluderade Irrational ett alternativ för "horisontell FOV-låsning" i en patch från december 2007 som tillåter widescreen-användare ett bredare synfält, utan att skära något utanför bilden vertikalt. Bioshock kritiserades också för att det inte stödde pixel shader 2.0b grafikkort (såsom Radeon X800/X850), som ansågs vara ett avancerat grafikkort 2004–2005, och svarade för cirka 24 % av de tillfrågade hårdvaror som samlats in via Valves plattform Steam vid spelsläppet.
Den 8 juli 2014 släppte 2K Games en DRM-fri version av Bioshock på Humble 2K Bundle, som senare återutgavs på Humble Store.

## Relaterade media

### Musik
Bioshock innehåller både licensierad och egenkomponerad musik. Den licensierade musiken från 1940- och 1950-talen kan höras från uppspelade fonografer över hela Rapture. Totalt kan 30 licensierade låtar höras i hela spelet. Spelets egen musik komponerades av Garry Schyman. Han skapade sina stycken för att dessa skulle samverka väl med den valda licensierade musiken för att behålla samma känsla, samtidigt som han försöker få ut något som var "kusligt, skrämmande och ibland vackert" för att det ska samverka väl med Raptures miljöer.
2K Games släppte ett orkestersoundtrack på deras officiella webbplats den 24 augusti 2007. Musiken finns i MP3-format och innehåller 12 av spelets 22 låtar. Den begränsade utgåvan av spelet kom med The Rapture EP-remixer av Moby och Oscar the Punk. De tre remixade låtarna på CD-skivan är "Beyond the Sea", "God Bless the Child" och "Wild Little Sisters"; de ursprungliga inspelningarna av dessa låtar är med i spelet. Bioshocks musik släpptes på en vinyl LP med specialutgåvan av Bioshock 2.

### Uppföljare
Som svar på spelets höga försäljning och starka mottagning avslöjade Take-Twos ordförande Strauss Zelnick i en telefonkonferens för analytiker att företaget nu betraktade spelet som en del av en spelserie. Han spekulerade också om eventuella uppföljningar som skulle härma utvecklingscykeln av spelserien Grand Theft Auto, med en ny utgivning som förväntas vart andra till tredje år. 2K ordförande Christoph Hartmann uppgav att Bioshock kan få fem uppföljare och jämför spelserien till Star Wars-filmerna.
Bioshock 2 tillkännagavs under 2008; dess utveckling leddes av 2K Marin. Levine uppgav att Irrational (då känt som 2K Boston) inte var inblandad i spelets uppföljare eftersom de ville "gunga stängslet" och försöka komma fram till något "mycket, mycket annorlunda", som senare avslöjades som Bioshock Infinite. Bioshock 3 tillkännagavs också, med dess utgivning antogs sannolikt sammanfalla med biopremiären av Bioshock-filmen. Bioshock 2 utspelar sig ungefär tio år efter händelserna i det första spelet. Spelaren antar rollen som Subject Delta, en föregångare till Big Daddies som måste leta i den fallna staden Rapture efter sin tidigare lillasyster Eleanor. Bioshock 2 släpptes internationellt till Microsoft Windows, OS X, Xbox 360 och Playstation 3 den 9 februari 2010.
Medan Bioshock Infinite, som utvecklades av Irrational Games och släpptes 2013, delar samma namn och många liknande spelkoncept med Bioshock är spelet inte en uppföljare eller prequel till berättelsen, utan istället utspelar sig det ombord på den flygande staden Columbia år 1912. Spelaren antar rollen som den före detta Pinkerton-detektiven Booker DeWitt som försöker rädda en kvinna vid namn Elizabeth från den dystopiska staden. Infinite innefattar möjligheten att resa mellan flera universum, och en scen under spelet äger rum på fyren och Raptures batysfär-terminal som en del av denna utforskning, men det ges ingen direkt kanonisk anslutning till huvudspelet. Den episodiska expansionen Burial at Sea utspelar sig i Rapture år 1959, kort innan kriget mellan Atlas och Ryan, samtidigt som den fortsätter berättelsen om Booker och Elizabeth. Detta innehåll länkar samman de två berättelserna samtidigt som den utvidgar orsakerna och de bakomliggande händelserna som anspelar på Bioshocks bakgrundshistoria.
Efter lanseringen av Bioshock Infinite och dess expansion meddelade Levine att han ville omstrukturera Irrational Games för att fokusera på mindre, berättelsedrivna spel. 2K Games fortsätter att behålla Bioshocks immateriella rättigheter och planerar att fortsätta att utveckla spel i denna serie, i betraktande av Levines och hans arbetslags ramverk som en "rik kreativ målarduk" för fler berättelser.

### Begränsad utgåva
Till följd av skapandet av en namnlista från spelets fans om en specialutgåva av spelet uppgav Take-Two att de skulle publicera en specialutgåva av Bioshock ifall namnlistan fick 5 000 underskrifter. Detta antal underskrifter uppnåddes efter bara fem timmar. Därefter genomfördes en namnlista som publicerades på community-webbplatsen Cult of Rapture, driven av 2K Games, där besökarna kunde rösta på vilka innehåll de helst skulle vilja se i en specialutgåva. Företaget konstaterade att utvecklarna skulle allvarligt överväga denna omröstning. För att bestämma vilka konstverk skulle användas för den begränsade utgåvans omslag skapade 2K Games en tävling, med det vinnande bidraget från Crystal Clear Arts ägare och grafiska formgivare Adam Meyer.
Den 23 april 2007 bekräftade webbplatsen Cult of Rapture att den begränsade samlingsutgåvan skulle innehålla en 150 mm Big Daddy-statyett (av vilka många skadades på grund av en tappad transportbehållare, ett ersättningsinitiativ finns på plats), en "bakom kulisserna"-DVD och en soundtrack-CD. Innan specialutgåvan släpptes ersattes den föreslagna soundtrack-CD:skivan med The Rapture EP.

### Tryckt media
Bioshock: Breaking the Mold, en bok som innehåller konstverk från spelet, släpptes av 2K Games den 13 augusti 2007. Den finns i både låg och hög upplösning i PDF-format från 2K Games officiella webbplats. Fram tills 1 oktober 2007 skickade 2K Games en tryckt version av boken till ägarna av samlarutgåvan vars Big Daddy-statyetter hade gått sönder, som ersättning för den tid det tog att byta ut dem. Den 31 oktober 2008 tillkännagavs vinnarna av "Breaking the Mold: Developers Edition Artbook Cover Contest" på webbplatsen Cult of Rapture.
En prequelroman, med titeln Bioshock: Rapture skriven av John Shirley, publicerades den 19 juli 2011. Romanen beskriver byggandet av Rapture och de händelser som ledde till dess undergång. Boken följer flera karaktärer från Bioshock.

### Nedlagd film
Enligt industrirykten efter spelets lansering var en filmatisering av spelet i utvecklingsstadiet, som skulle utnyttja en liknande green screen-filmteknik som i filmen 300 för att kunna återskapa miljöerna i Rapture. Den 9 maj 2008 tillkännagav Take Two ett avtal med Universal Studios om att producera en Bioshock-film, som skulle regisseras av Gore Verbinski och skrivas av John Logan. Filmen förväntades släppas under 2010, men lades på is på grund av budgetproblem. Den 24 augusti 2009 avslöjades att Verbinski hade hoppat av projektet till följd av studions beslut att filma utomlands för att hålla budgeten under kontroll. Enligt uppgift ansåg Verbinski att det skulle ha hindrat hans arbete på filmen Rango. Senare var Juan Carlos Fresnadillo i samtal för att regissera filmen med Verbinski som producent.
I juli stod filmen inför budgetproblem, men producenten Gore Verbinski fastslog att de arbetade på det. Han sade också att filmen skulle vara en R-film. I en intervju den 30 augusti 2010 sade Ken Levine: "Jag kommer att säga att det är fortfarande en aktiv sak och det är något vi aktivt talar om och arbetar aktivt på". Verbinski citerade senare att genom att försöka behålla åldersgränsen "R" kunde de inte hitta några filmstudior som skulle understödja deras ansträngningar, vilket satte filmens framtid i fara.
Levine bekräftade i mars 2013 att filmen har officiellt blivit nedlagd. Levine uppgav att efter att Warner Bros. film Watchmen från 2009 inte tjänade in lika mycket intäkter som studion förväntade sig hade de problem med den 200 miljoner dollar budget som Verbinski hade för Bioshock-filmen. De bad honom att överväga att göra filmen med en mindre budget på 80 miljoner dollar, men Verbinski ville inte acceptera detta. Därefter valde Universal en ny regissör som skulle arbeta på filmen med en mindre budget, men Levine och 2K Games ansåg att den nye regissören inte var lämpad för materialet. Universal lät sedan Levine ta beslutet att avsluta projektet, vilket han gjorde då han trodde att filmen inte skulle fungera med den aktuella uppsättningen av kompromisser de skulle ta itu med. I januari 2014 dök konstverk från det nedlagda filmprojektet upp på nätet, som visar hur en adaption av spelet skulle ha sett ut.